# Distúrbios de 1959 no Panamá
Os distúrbios antiamericanos de 1959 no Panamá aconteceram durante a celebração da independência panamenha em 3 de novembro de 1959. As manifestações começaram naquele dia quando os panamenhos, influenciados pelo ex-ministro das Relações Exteriores Aquilino Boyd, que ameaçou uma "invasão pacífica" da Zona do Canal do Panamá controlada pelos Estados Unidos, para hastear ali a bandeira da república como evidência tangível da soberania do Panamá sobre o território.
Com receio de que as turbas panamenhas pudessem realmente forçar a entrada na Zona do Canal, os Estados Unidos convocaram suas tropas. Várias centenas de panamenhos cruzaram as barreiras de arame farpado e entraram em confronto com a polícia e as tropas da Zona do Canal. Uma segunda onda de cidadãos panamenhos foi repelida pela Guarda Nacional do Panamá, apoiada por tropas estadunidenses. Seguiu-se uma desordem extensa e violenta. Uma multidão quebrou as janelas da biblioteca da Agência de Informação dos Estados Unidos. A bandeira dos Estados Unidos foi arrancada da residência do embaixador e pisoteada, e a embaixada dos Estados Unidos foi atacada. Pedras foram lançadas contra as tropas, que foram dispersadas por gás lacrimogêneo. Três soldados estadunidenses ficaram feridos, enquanto dois manifestantes estudantis foram presos.
Ciente de que a hostilidade pública estava ficando fora de controle, os líderes políticos tentaram recuperar o controle sobre seus seguidores, mas não obtiveram sucesso. As relações entre os dois governos ficaram severamente tensas. As autoridades dos Estados Unidos ergueram uma cerca na fronteira da Zona do Canal, e os cidadãos estadunidenses residentes na Zona do Canal acataram um boicote voluntário aos comerciantes panamenhos, que tradicionalmente dependiam fortemente desses clientes.
A tensão já havia aumentado antes em meio ao descontentamento sobre a Zona do Canal. Em maio de 1958, estudantes protestando contra os Estados Unidos entraram em confronto com a Guarda Nacional e nove pessoas morreram na violência. Em 17 de setembro de 1960, o presidente  dos Estados Unidos Dwight D. Eisenhower tentou neutralizar a questão deixando a bandeira do Panamá tremular ao lado da Stars and Stripes dentro da Zona do Canal. Depois dos acontecimentos de 1959, a violência voltaria a ocorrer em 1964.